# 切拉西小堂

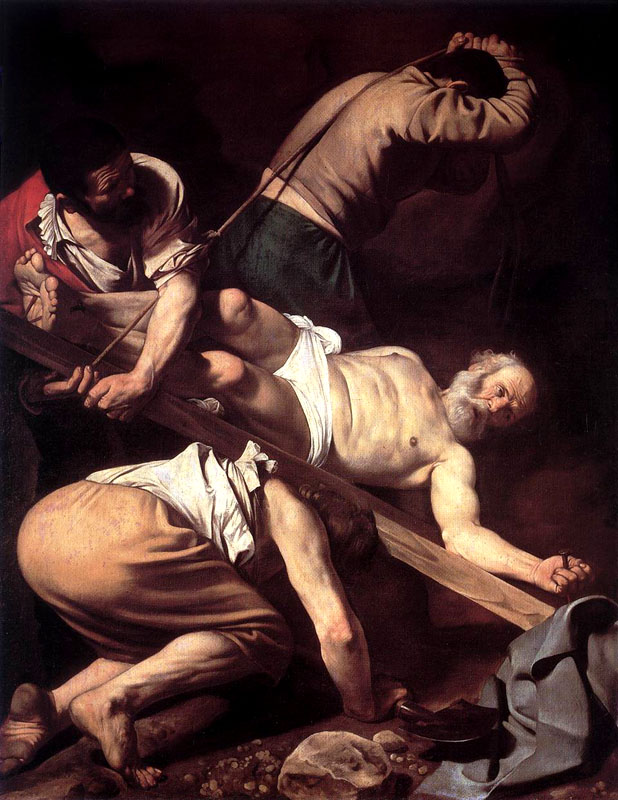
《伯多禄被倒钉十字架上》

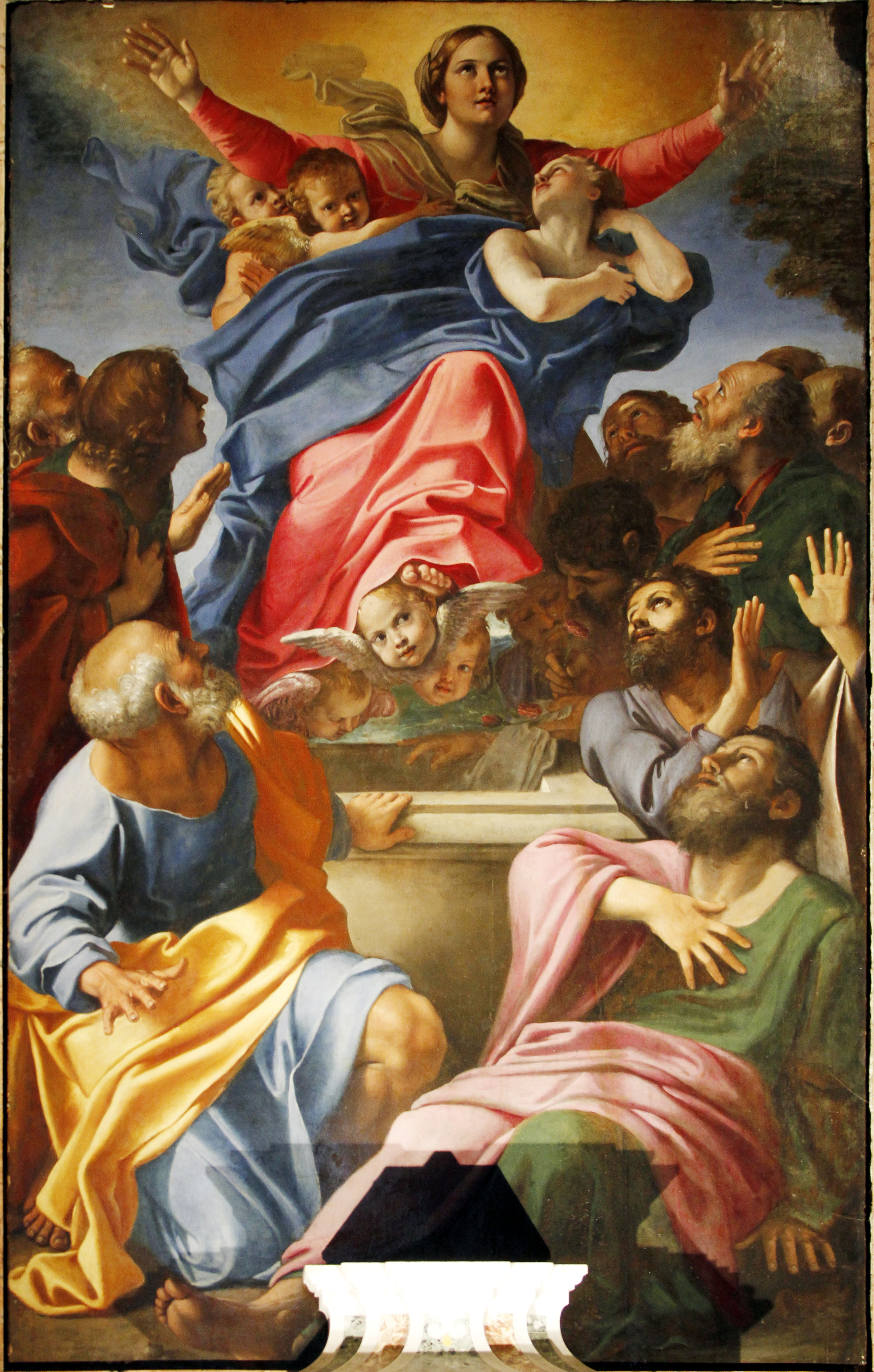
《圣母升天》

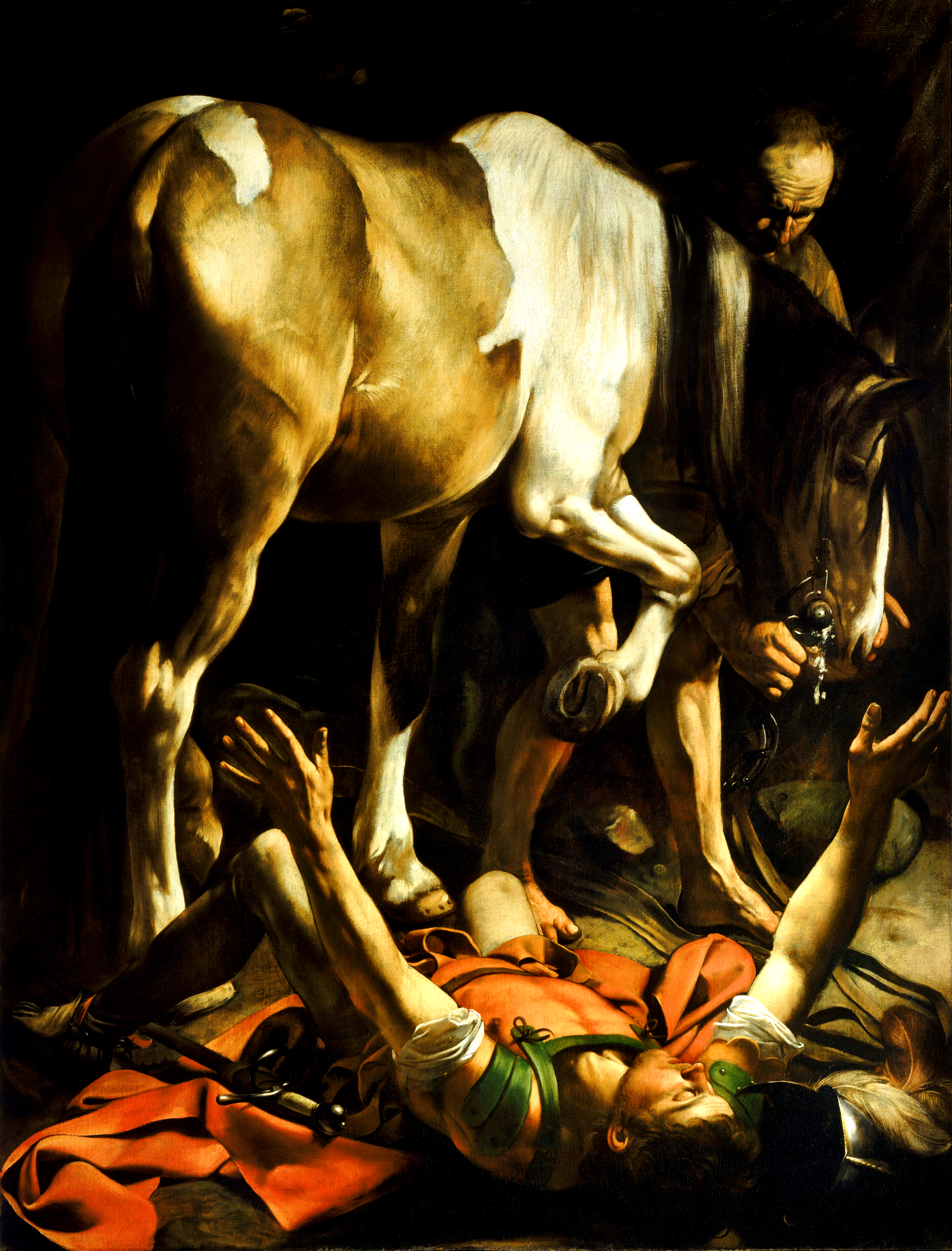
《圣保禄的归化》

切拉西小堂或圣母升天小堂（義大利語： Cappella Cerasi, Cappella dell'Assunta) 是罗马人民圣母圣殿左侧耳堂中的一个小堂。小堂内拥有两位最重要的意大利巴洛克艺术大师卡拉瓦乔和安尼巴莱·卡拉奇的几幅重要画作，创作于 1600 年至 1601 年。
1600年7月8日，教宗克勉八世的财政大臣提比里奥·切拉西蒙席，从奥斯定会修士那里购买了小堂的赞助权，可以“以他想要的方式和形式”重建和装饰小堂。他聘请卡洛·马代尔诺重新设计，在1601年5月2日的遗嘱附录中，称他为尚未完工的小堂的建筑师。
9月，切拉西与卡拉瓦乔签订合同，聘请他为小堂的侧墙绘制两幅画作；与安尼巴莱·卡拉奇签订的祭坛画合同没有保存下来。这两位都是当时罗马最优秀的艺术家。卡拉奇画的是正面的《圣母升天》；而卡拉瓦乔画的是右侧墙上的《圣保禄的归化》和左侧墙上的《伯多禄被倒钉十字架上》。 切拉西选择圣母升天祭坛的原因似乎很简单，而选择另两幅画作的原因，一是因为天主教会 以新约宗徒，尤其是圣伯多禄 和圣保禄，作为教宗制度的根基，二是皈依和殉道属于反宗教改革中流行的主题。此前米开朗基罗 在宗座宫的保禄小堂，已经有了这种将伯多禄被倒钉十字架上和圣保禄的归化两个题材并列呈现的先例。由于提比里奥·切拉西并不属于罗马的贵族阶层，他在罗马教廷中取得了职业和财富，因此必须强调他与教宗权力和罗马教会的关系。
卡拉瓦乔画作的第一个版本被赞助人拒绝，然后卡拉瓦乔又画了两幅油画。乔瓦尼·巴格里昂的《卡拉瓦乔的一生》（1642年）中记录了拒绝第一个版本的故事。
1601年5月3日，提比里奥·切拉西去世，葬于小堂中。在遗嘱中，他指定圣母神慰医院（Madonna della Consolazione）为自己的继承人，负责完成这座未完工的小堂。安尼巴莱的祭坛画当时可能已经完成，而卡拉瓦乔于1601年11月10日获得作品的报酬。1605年5月，一位名叫巴托洛梅奥的木工将这些画作安装在小堂中，小堂于1606年11月11日祝圣。
1853年，切拉西家族的后代蒙特拉多伯爵安东尼奥·切拉西继承了这座小堂，随后将其修复。

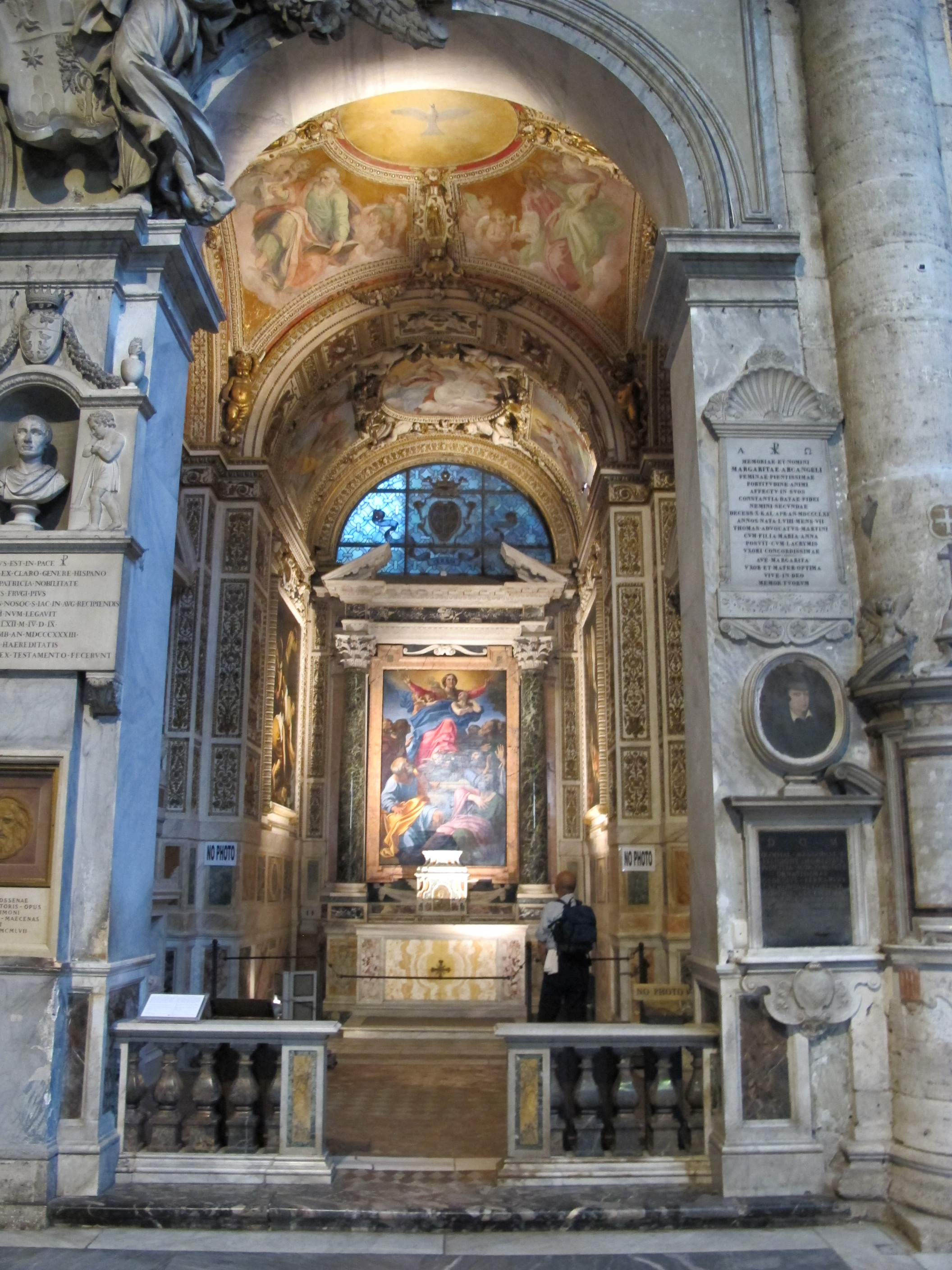
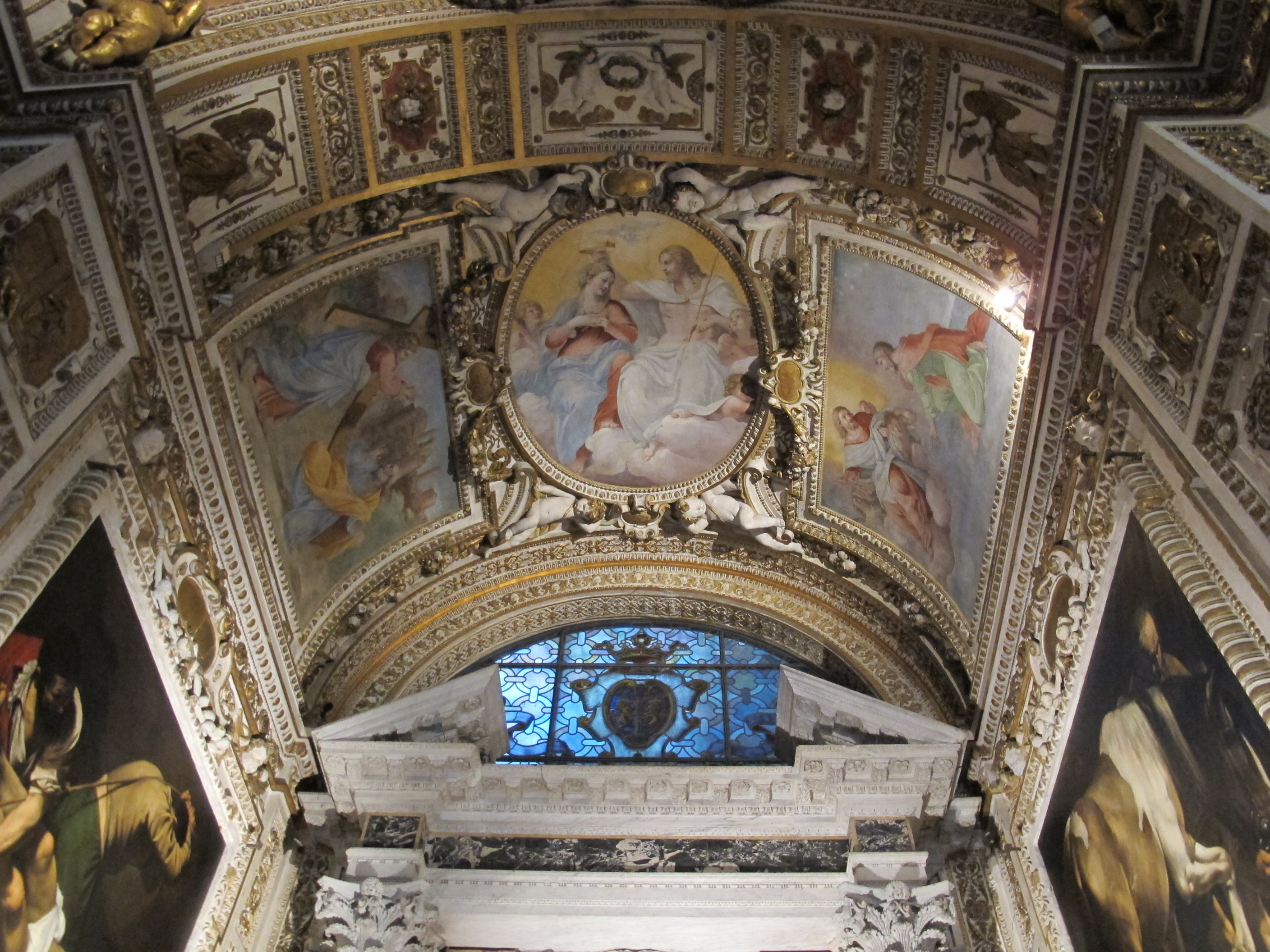
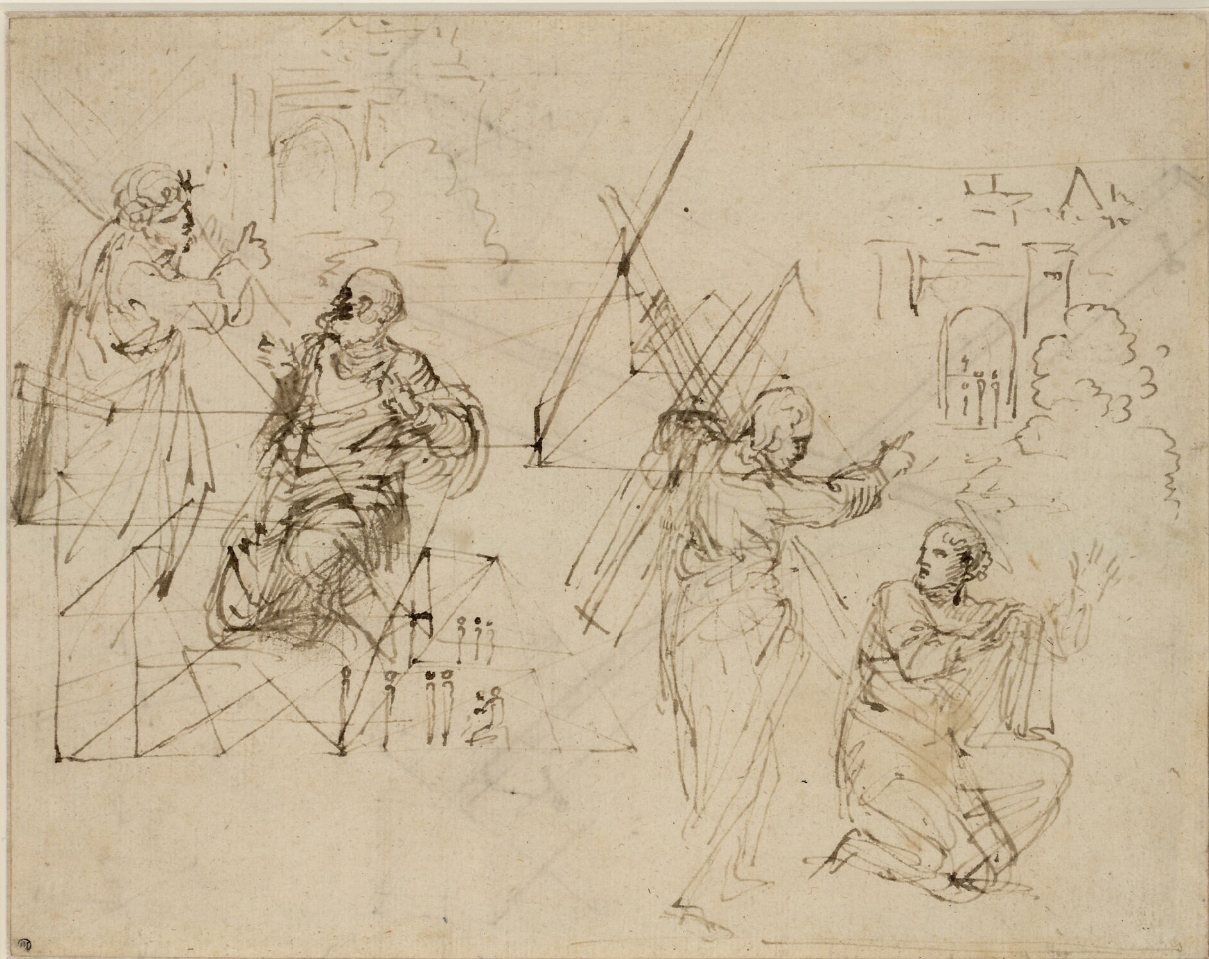
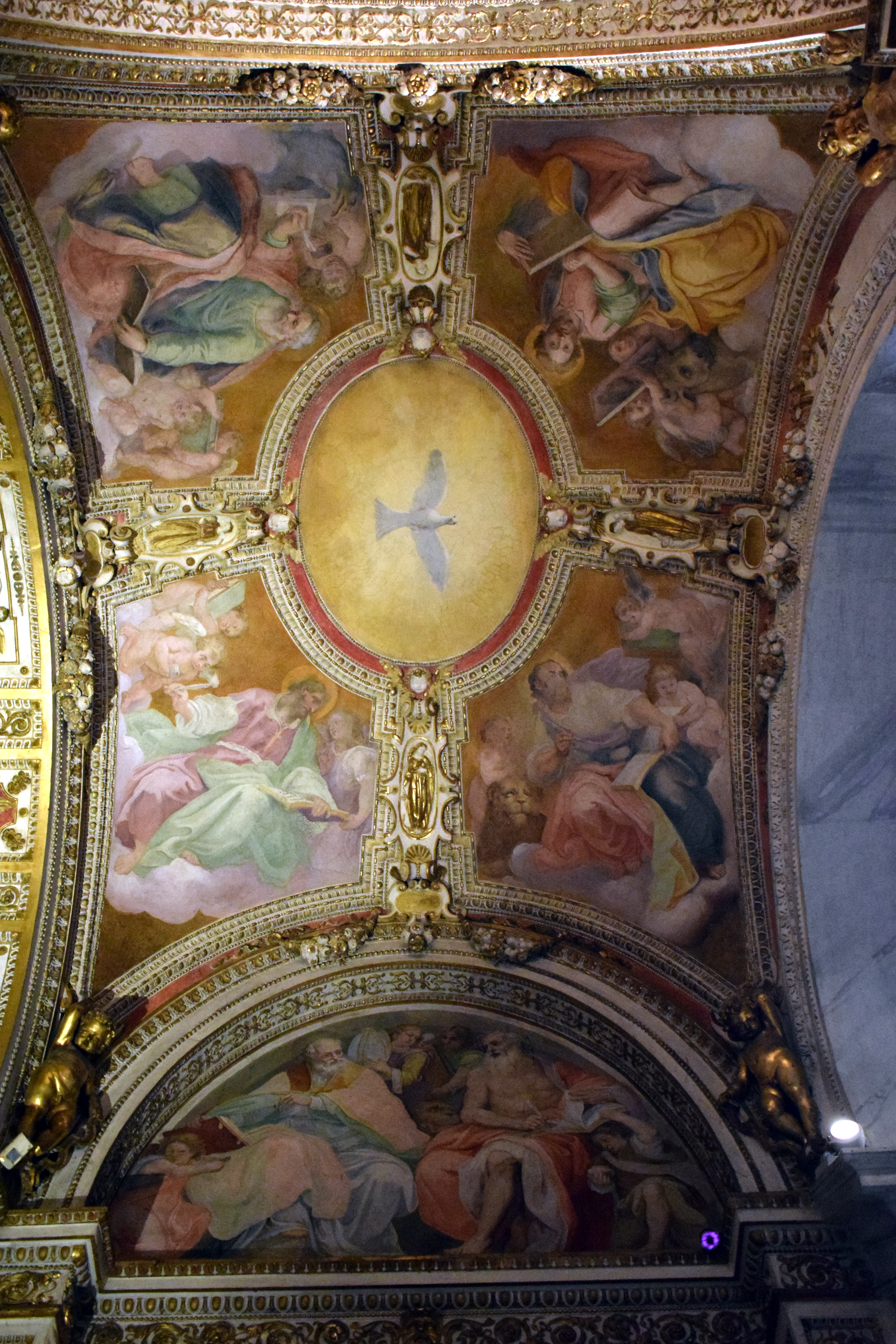
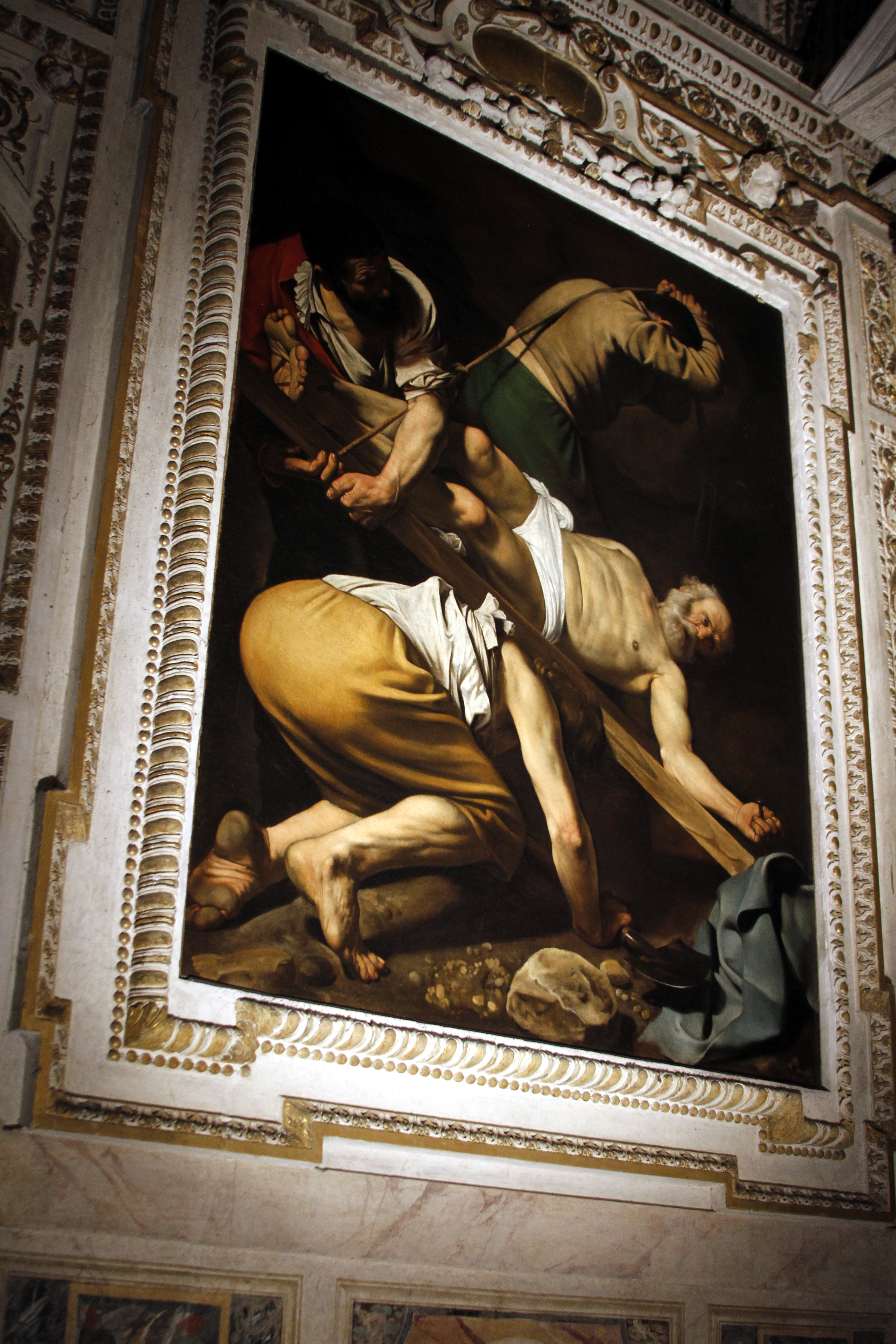
左侧墙
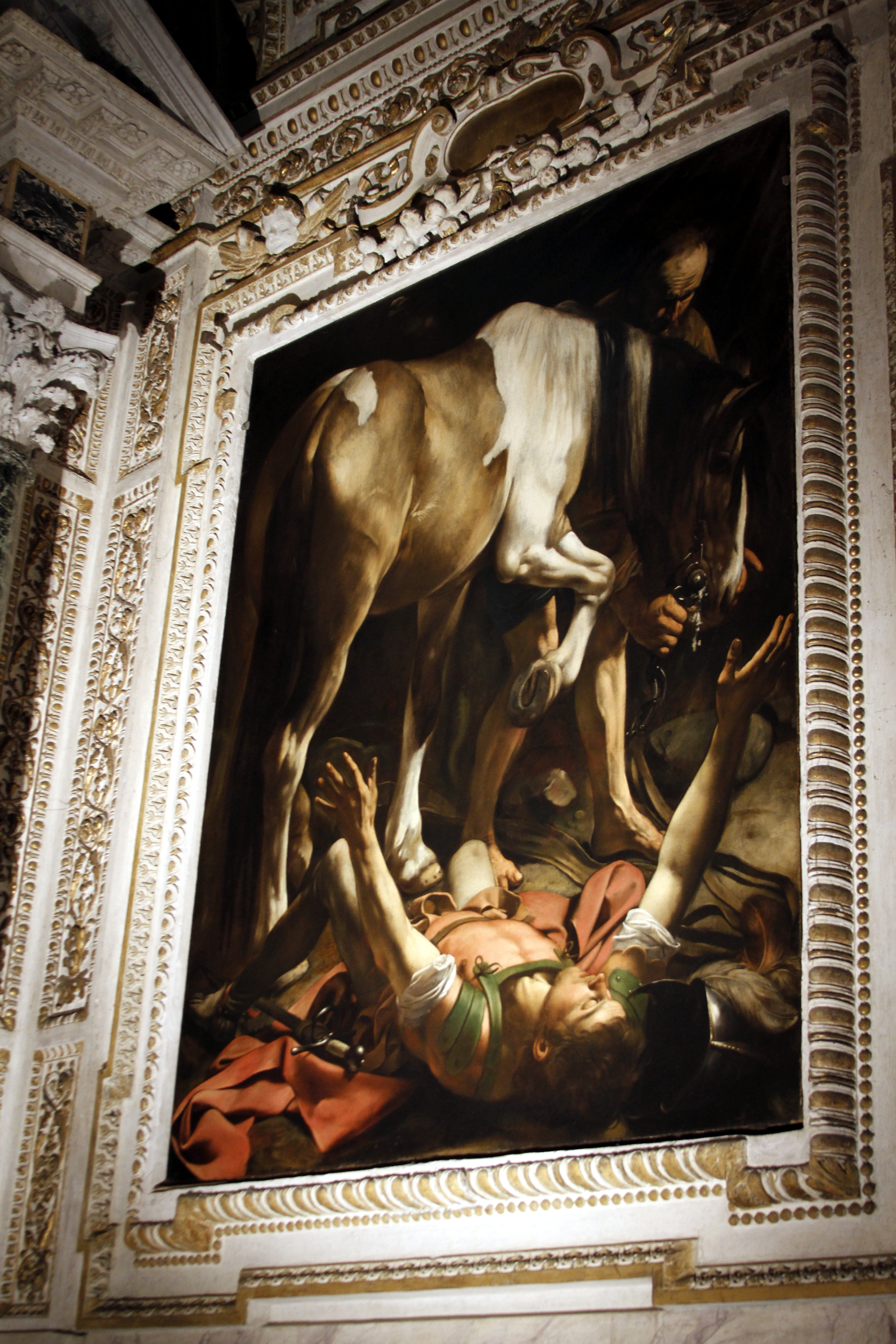
右侧墙
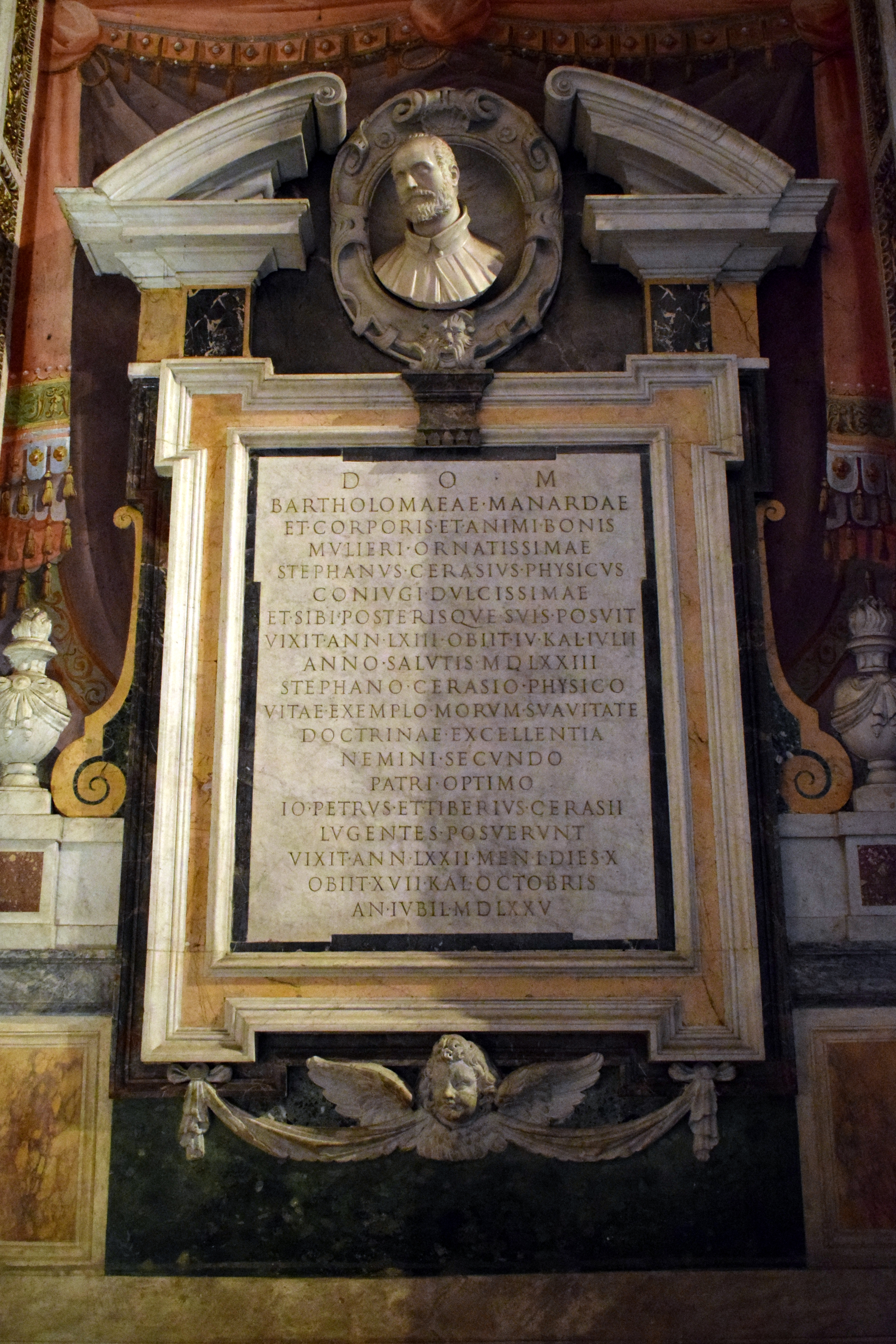
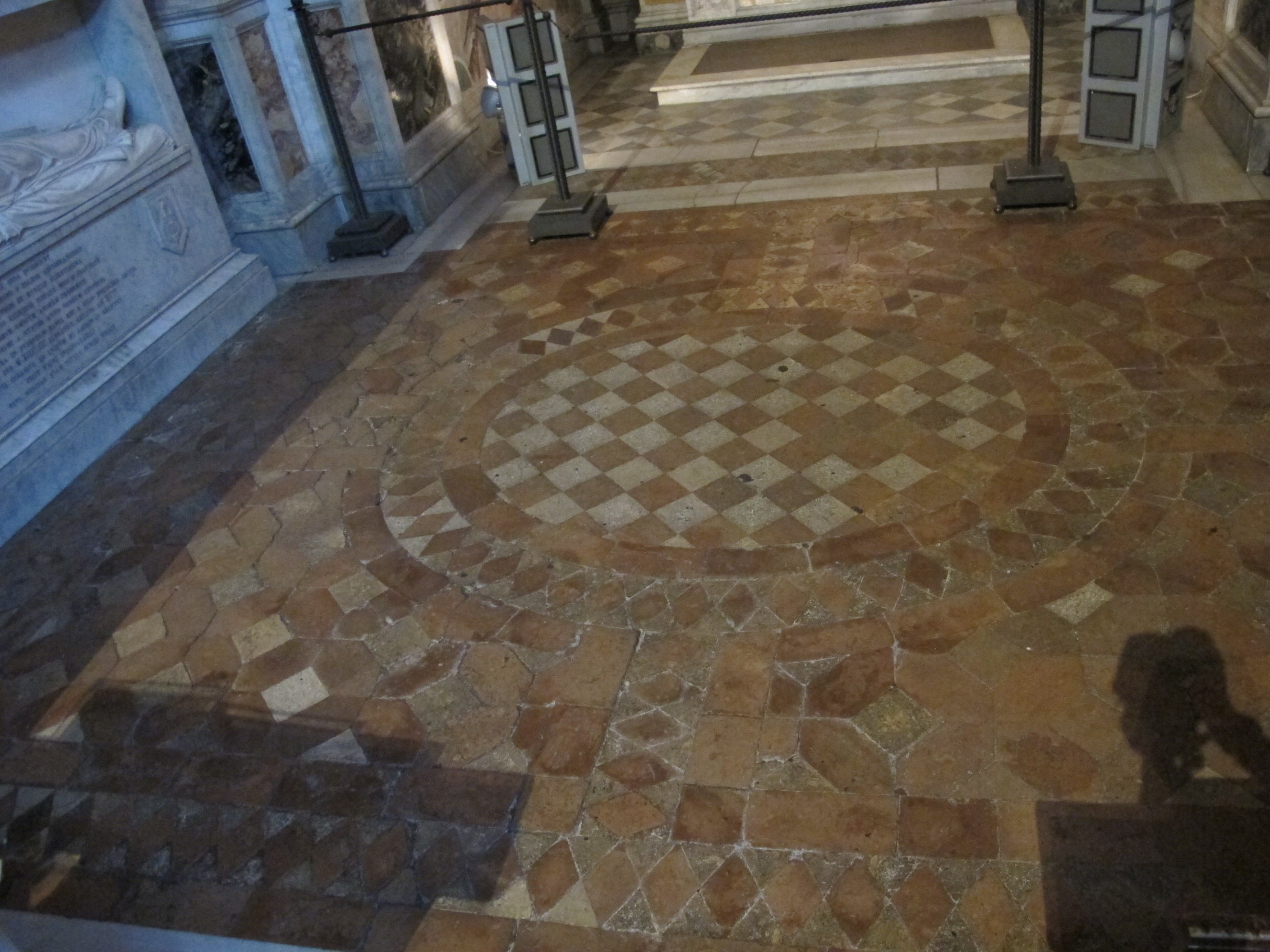
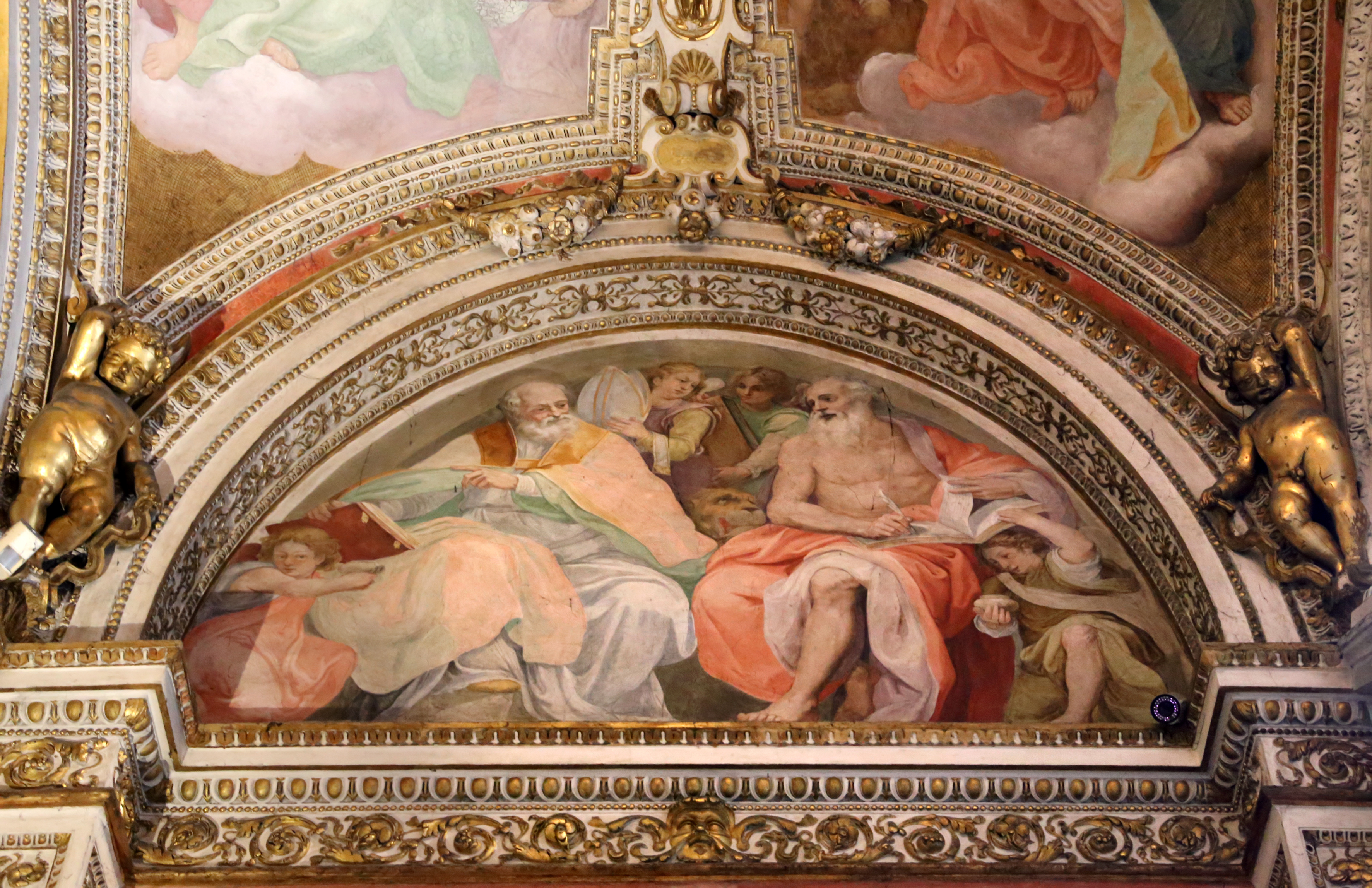
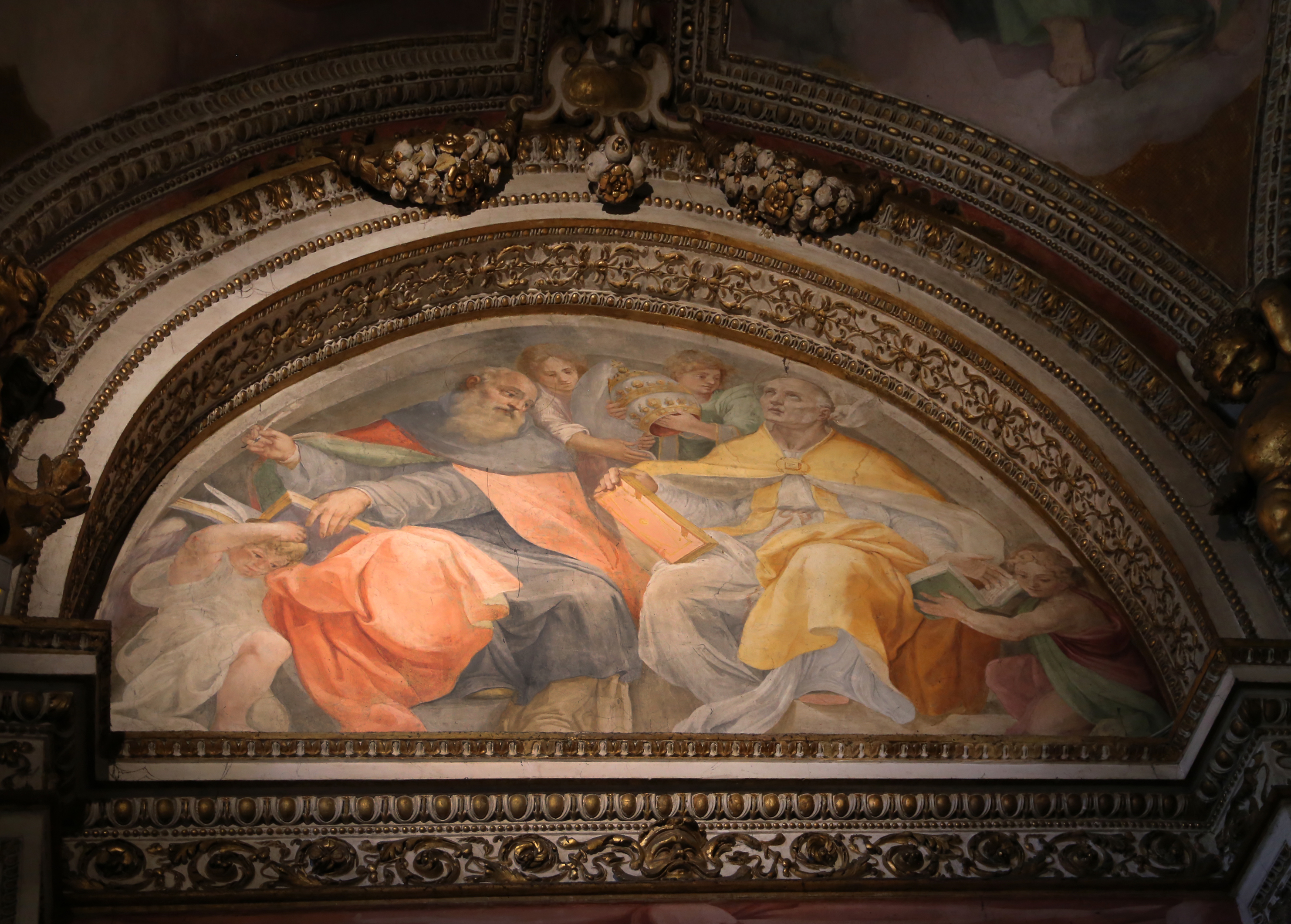
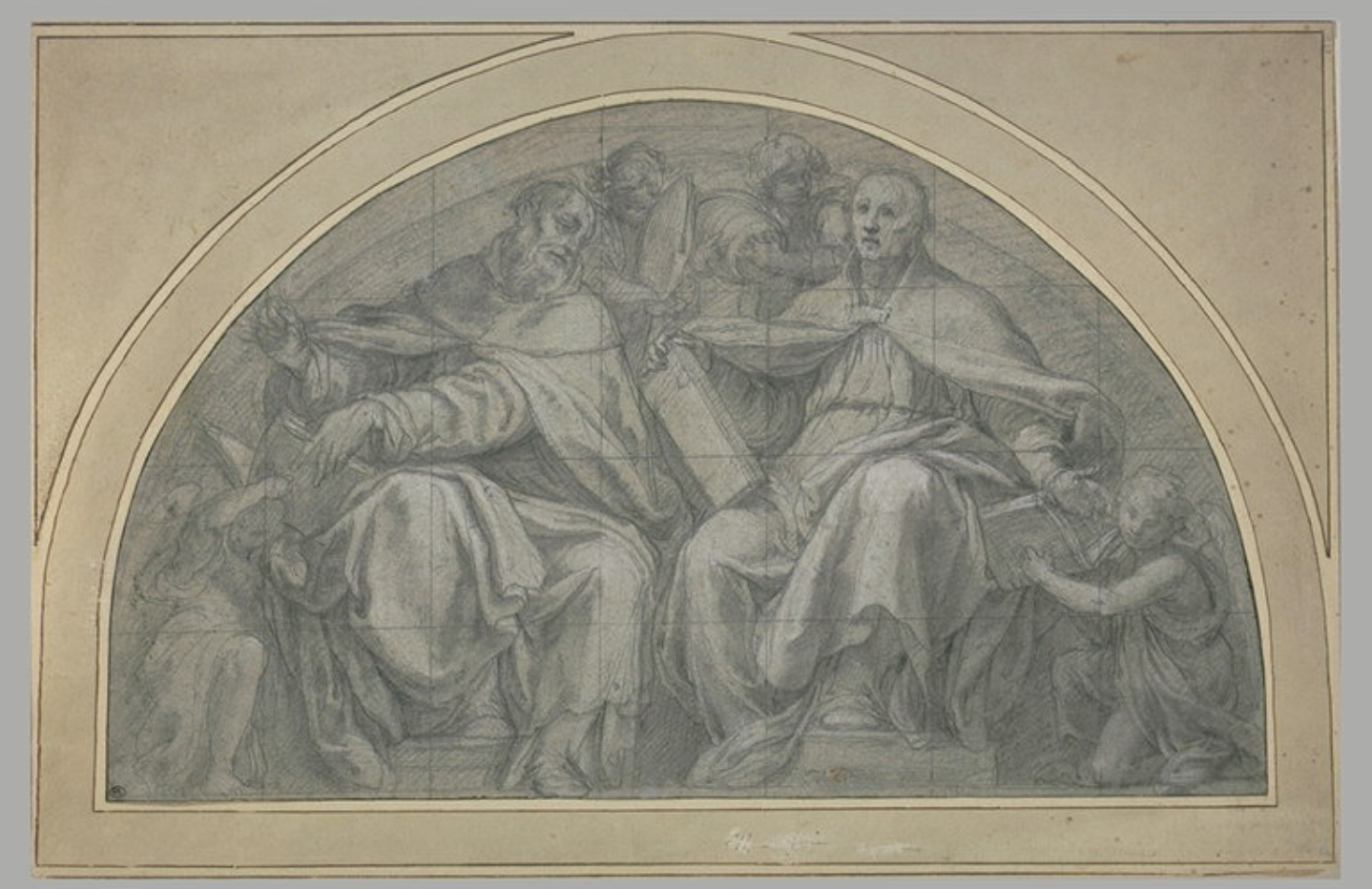
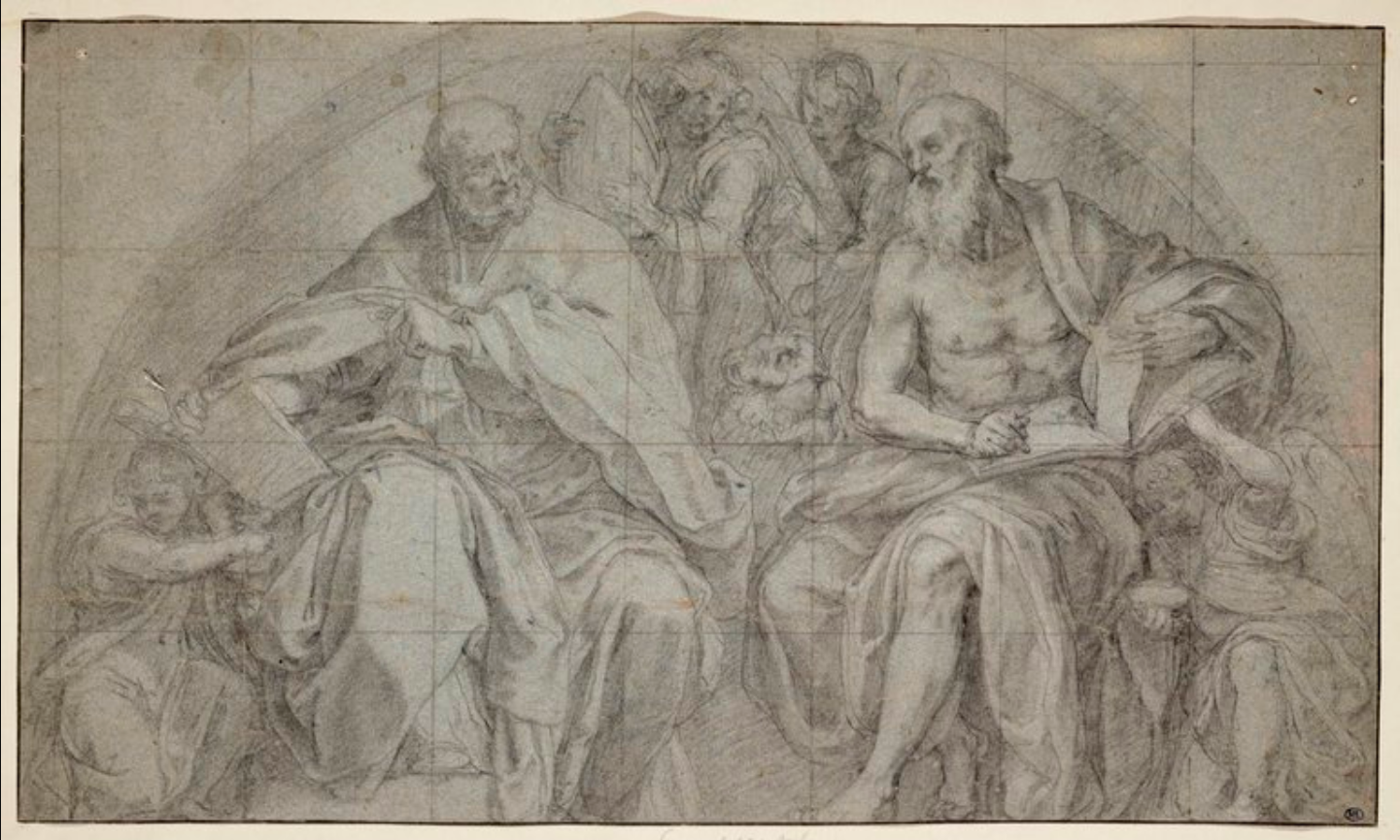
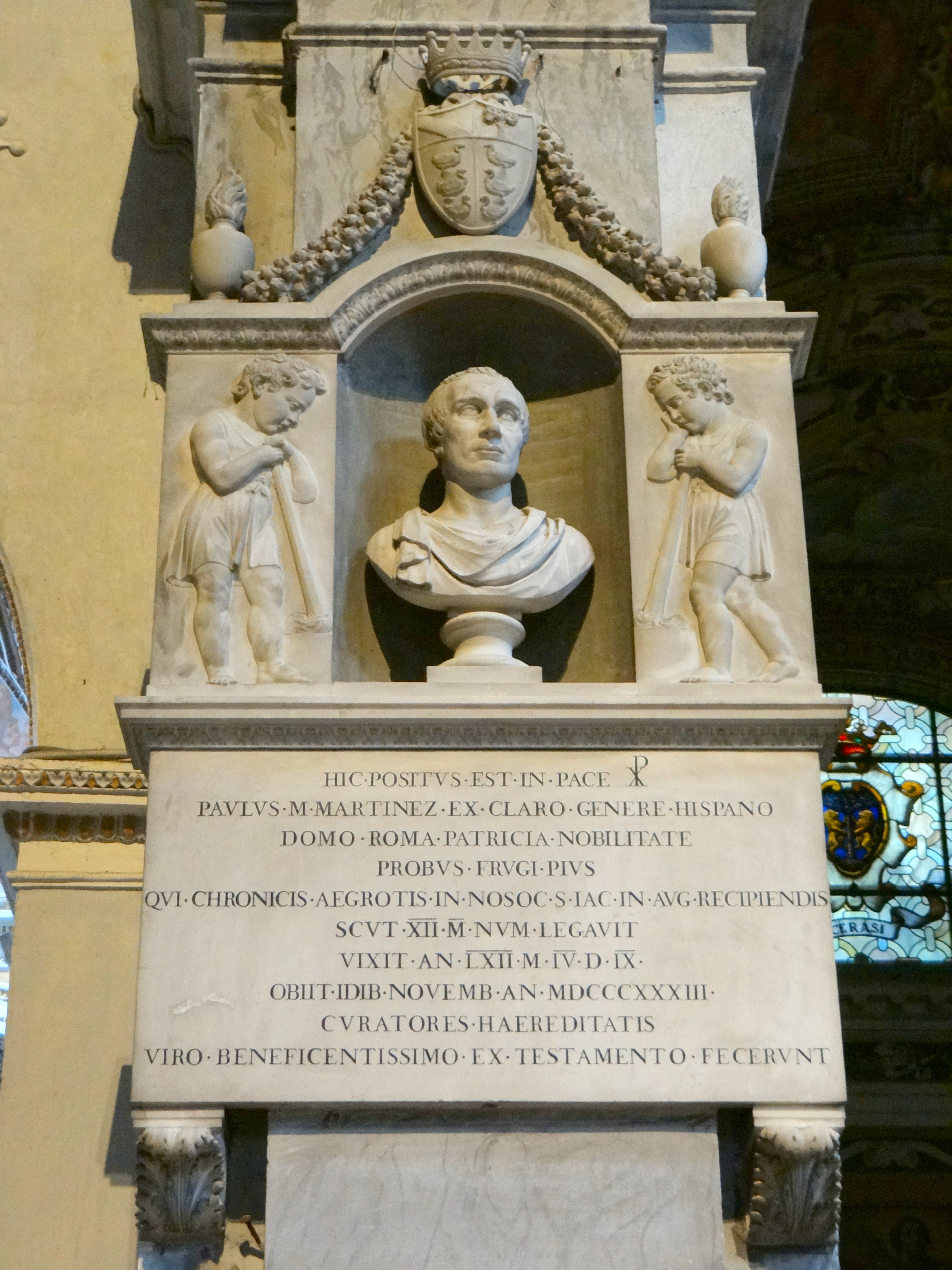